# 澤部佑
澤部佑（日语：／ Sawabe Yū，1986年5月19日—）是日本渡邊製作事務所所屬的搞笑藝人及演員，搞笑二人組原市成員，在組合中担任吐槽角色，拍檔是岩井勇氣。

## 人物
澤部佑是埼玉縣上尾市出身，血型為O型，身高172cm，体重83（183英磅），已婚並育有兩女。其曾祖父為前下妻市長澤部元信，個人興趣是觀賞NBA和參與搖滾音樂節之旅，特技是籃球。澤部不僅受同事務所的前輩歡迎，也備受其他事務所前輩，曾與綾部祐二（Piece）和渡辺直美一同前往USJ環球影城遊玩。此外澤部也與中岡創一（Lotti）、名倉潤（海王星）、大竹一樹（SUMMERS）、等的搞笑藝人關係密切。澤部的演藝事業甚廣，從綜藝節目、電視劇至平面廣告均有涉獵，他曾在2012年7月擔任電商網站 magaseek 促銷期間的專屬模特兒，又在2015年度電視藝人參演節目數量排行榜上位居第三。

## 電視出演

### 電視連續劇
- 粉紅系男孩（2009年8月1日 - 2009年9月26日、2009年10月13日 - 2009年11月3日，富士電視台） - 飾演 磯野勝雄
- 櫻桃之夜（日语：チェリーナイツ）（2010年10月10日、BSフジ） - 飾演 田村一 [26]
- Takarin（日语：タガーリン）（2013年4月13日 - 6月22日、富士電視台） - 飾演 太田川稔[27]
- 神探伽利略（2013年4月15日 - 6月24日、富士電視台） - 飾演 太田川稔[28]
  - 神探伽利略 特別篇「伽利略XX：内海薰最後的案件」（2013年6月22日）[29]
- WONDA×AKB48 短篇故事 戀愛的幸運餅乾（2013年7月7日、富士電視台）[30]
- 派遣女醫X 第2期最終話（2013年12月19日、朝日電視台） - 飾演 澡堂顧客[31]
- 不幸小姐（2014年1月7日 - 2月25日、NHK BS Premium） - 飾演 濱崎透[32]
- 社長不是人（2014年4月8日 - 6月17日、關西電視台） - 飾演 増山圭介[33]
- 奇蹟的教室（2014年6月28日、日本電視台） - 飾演 修行僧
- 信長協奏曲（2014年10月13日、富士電視台） -  飾演重平[34]
- 永遠的0（2015年2月11日・14日・15日、東京電視台） - 飾演 東野[35]
- 好想吃強棒拉麵（日语：ちゃんぽん食べたか）（2015年5月30日 - 8月1日、NHK綜合） - 飾演 寺山朔太郎[36]
- 水族館女孩（日语：水族館ガール#テレビドラマ）（2016年6月17日 - 7月29日、NHK綜合） - 飾演 今田修太[37]
- 我命中注定的人（2017年4月15日 - 6月17日、日本電視台） - 飾演 葛城和生
- 植木等與熱情努力的博多人（日语：植木等とのぼせもん）（2017年9月 - 、NHK） - 飾演 衣装部栗原
- 忒修斯之船（2020年1月19日－3月22日、TBS電視台） - 飾演 田村慎吾

### 電影
- 電影版妖怪手錶：飛天巨鯨與兩個世界的大冒險喵！ - 飾演 熊島五郎太[38]

### 廣告
- MAGASEEK（2012年）[39]
- 瑞可利 婚禮情報雜誌 Zexy（2013年）[40]
- 日本郵便 2015年版年賀卡（2014年，與波瑠共演）[41]
- Marvelous 劍與魔法王國遠古的女神（日语：剣と魔法のログレス いにしえの女神）（2015年）[2]
- 花王 Men's Biore（2016年）[42]
- 朝日飲料 WONDA咖啡（2016年）[43]

## 外部連結
- 澤部 佑 - ワタナベエンターテインメント （页面存档备份，存于）（日語）